# 高止
高止（？—？），姜姓，高氏，字子容。齊國上卿高傒的後代、高宣子高厚的孫子、高子麗的兒子，中國春秋時期齊國的大夫。
前545年，高止代表齊國與晉國荀盈、魯國仲孫羯、宋國華定，衛國世叔儀，鄭國公孫段，曹、莒、滕、薛、小邾等國大夫會盟，一同為杞國修築城牆。
同年九月，因為高止自恃高氏勢大，喜好領功，為人專橫，不為大夫們接受。公族大夫高蠆（子尾）與欒灶（子雅）（兩人皆是齊惠公之孫）聯手放逐高止，高止出奔北燕。
高止出奔後，其子高豎在盧地叛變。齊景公派遣大夫閭丘嬰率軍圍攻盧地。高豎請求齊國為高氏立後。閭丘嬰答應後，高豎交出盧地出奔晉國。閭丘嬰向景公復命。景公乃立高傒曾孫高酀以守高傒之祀。。